# マイク・ナポリ
マイケル・アンソニー・ナポリ（Michael Anthony Napoli, 1981年10月31日 - ）は、アメリカ合衆国フロリダ州ハリウッド出身の元プロ野球選手（捕手、一塁手）、野球指導者。右投右打。愛称はポーターホース（Porter Horse）。

## 経歴

### プロ入りとエンゼルス時代

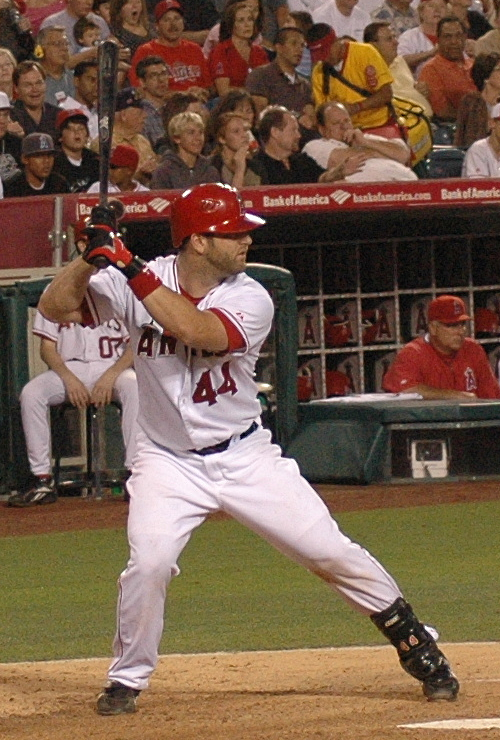
ロサンゼルス・エンゼルス時代
(2007年6月25日)

2000年のMLBドラフト17巡目（全体500位）でアナハイム・エンゼルスから指名を受け、6月21日にプロ入りする。
2006年5月4日にメジャーデビューを果たした。デビュー戦で史上92人目となる初打席初本塁打を放ち、その後も11打席連続出塁を記録。そのまま、正捕手の座を奪取した。7月下旬まで打率3割台を維持していたが、シーズン終盤に打撃不振に陥った。それでも99試合で16本塁打を放った。
2007年は開幕からフル出場し、前年を超える成績を期待されていたが、最終的にはいずれも2006年を下回る10本塁打・34打点という数字に終わった。
2008年はMLBシーズン試合数の半数以下である78試合の出場で20本塁打を放ち、長打率.586を記録した。
2009年は出場試合数が大幅に増加し、本塁打も2年連続で20の大台を超えた。
2010年はケンドリス・モラレスの故障以降、一塁手として起用された。最終的に、打率は5年間のメジャーリーグ生活で下から2番目の.238という数字に終わったが、自己最多の26本塁打、68打点を記録し、初めて規定打席に到達した。これで、本塁打は3年連続で20本以上の数字を残している。

### レンジャーズ時代

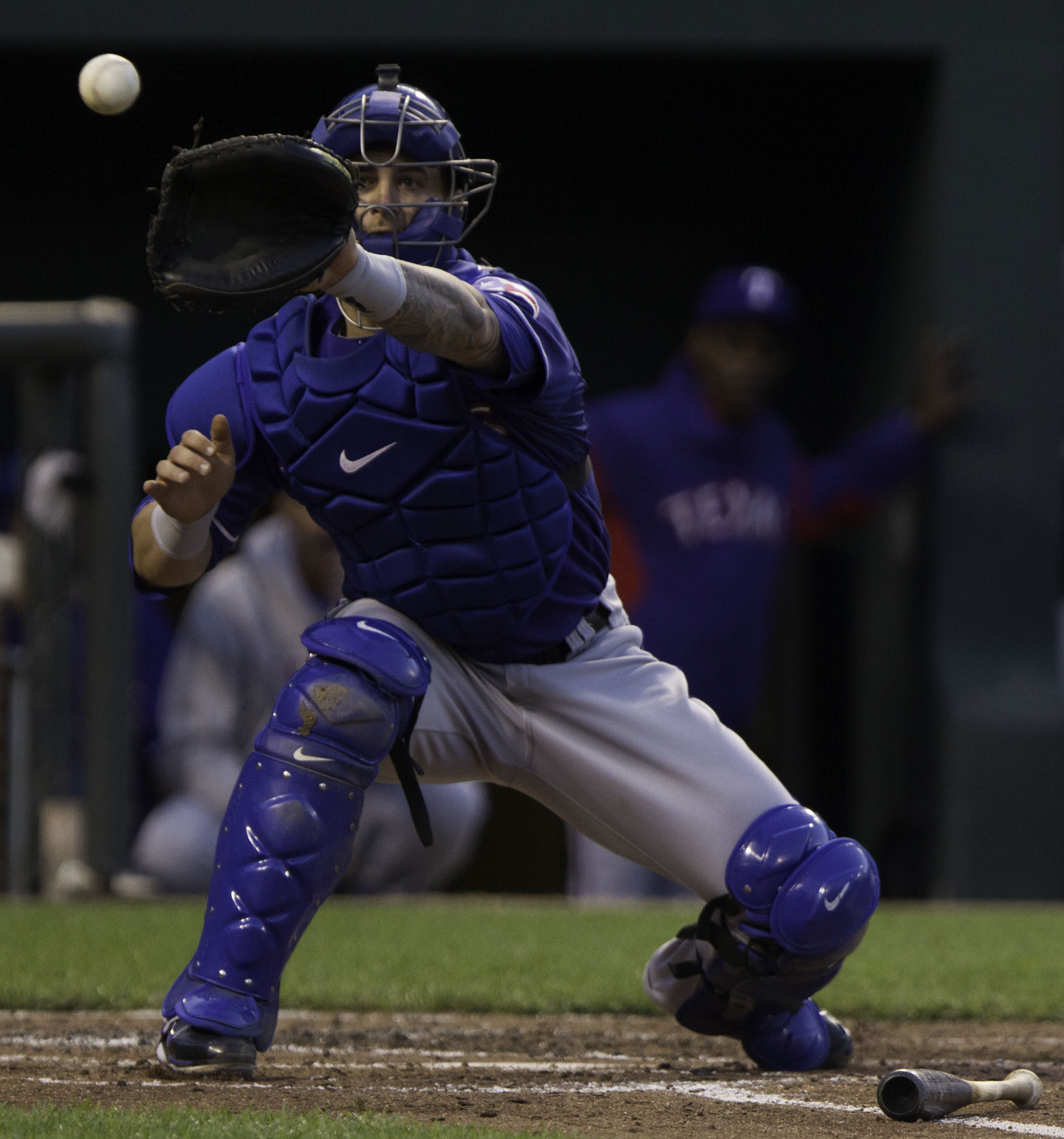
テキサス・レンジャーズ時代
(2012年5月10日)

2011年1月21日にバーノン・ウェルズとのトレードで、フアン・リベラとともにトロント・ブルージェイズに移籍したが、その僅か4日後の1月25日に今度はフランク・フランシスコとのトレードでテキサス・レンジャーズに移籍した。レンジャーズでは故障による離脱がありながらも自身初の3割、30本塁打を達成。OPSは1.046と捕手としては驚異的な数字を記録した。課題であった守備でも、守備防御点がメジャー1年目以来のプラスを記録した。
2012年はオールスターゲームに初めて選出された。オフの10月29日にFAとなった。レンジャーズは1330万ドルのクオリファイング・オファーを提示したが、11月2日に拒否した。

### レッドソックス時代

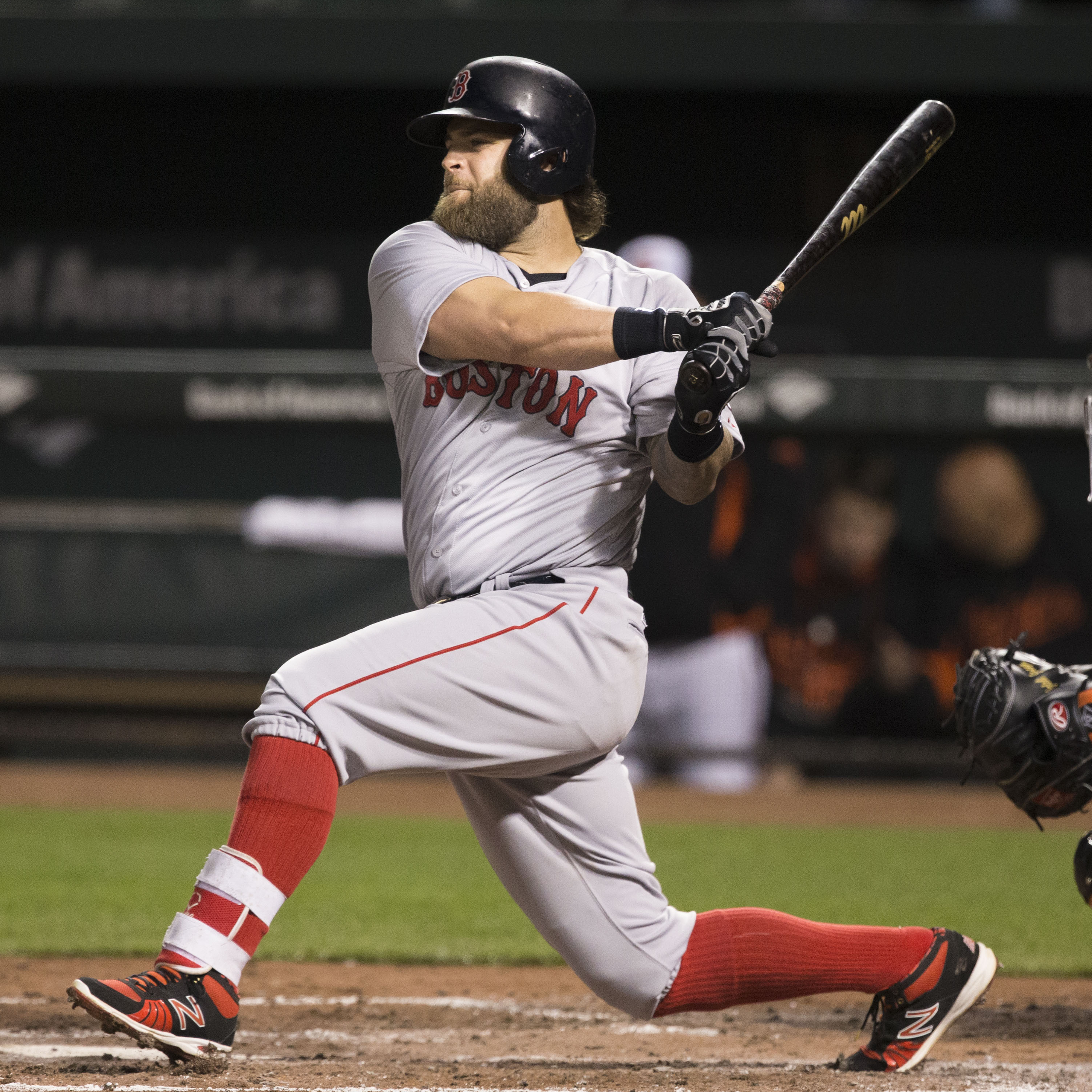
ボストン・レッドソックス時代
(2015年4月25日)

2012年12月3日にボストン・レッドソックスと3年総額3900万ドルの契約に合意と報じられたが、身体検査で股関節に懸念点が見つかったため、正式契約が保留となっていた。2013年1月22日に1年契約を結んだ。
2013年はキャリアで初めて捕手を守らず一塁での出場に専念し、キャリアハイとなる92打点をあげ主軸としてチームのワールドシリーズ制覇に貢献した。10月31日にFAとなり、12月6日に2年総額3200万ドルの契約で合意し。12月12日に球団が正式発表した。
2014年も開幕から正一塁手として43試合に出場していたが、4月15日のシカゴ・ホワイトソックス戦で左手薬指を負傷。翌日の試合は欠場したものの、17日の試合から怪我を押しての出場を続けていた。だが、5月25日に15日間の故障者リスト入りした。シーズン全体では、一塁手ないし指名打者として119試合に出場したが、打率.248・17本塁打・55打点に終わった。得点圏では打率.170と打てず、6年連続で20発以上放っていた本塁打も20本未満に終わった。一方、前年比20試合減ながら自己最高の78四球を選んだ。
2015年は引き続き一塁手のレギュラーを務めて98試合に出場したが、打率.207、13本塁打、40打点だった。

### レンジャーズ復帰
2015年8月7日にウェイバー公示を経て金銭 + 後日発表選手とのトレードにより、古巣・レンジャーズへ移籍した。レンジャーズ復帰1号弾は、ナポリにとっての通算200号本塁打であった。守備では一塁手以外に、キャリアで初めて外野（左翼手）も11試合で守った。なお、レッドソックスとの通算では、133試合の出場で打率.224・18本塁打・50打点・3盗塁という成績だった。同年11月2日にFAとなった。

### インディアンス時代

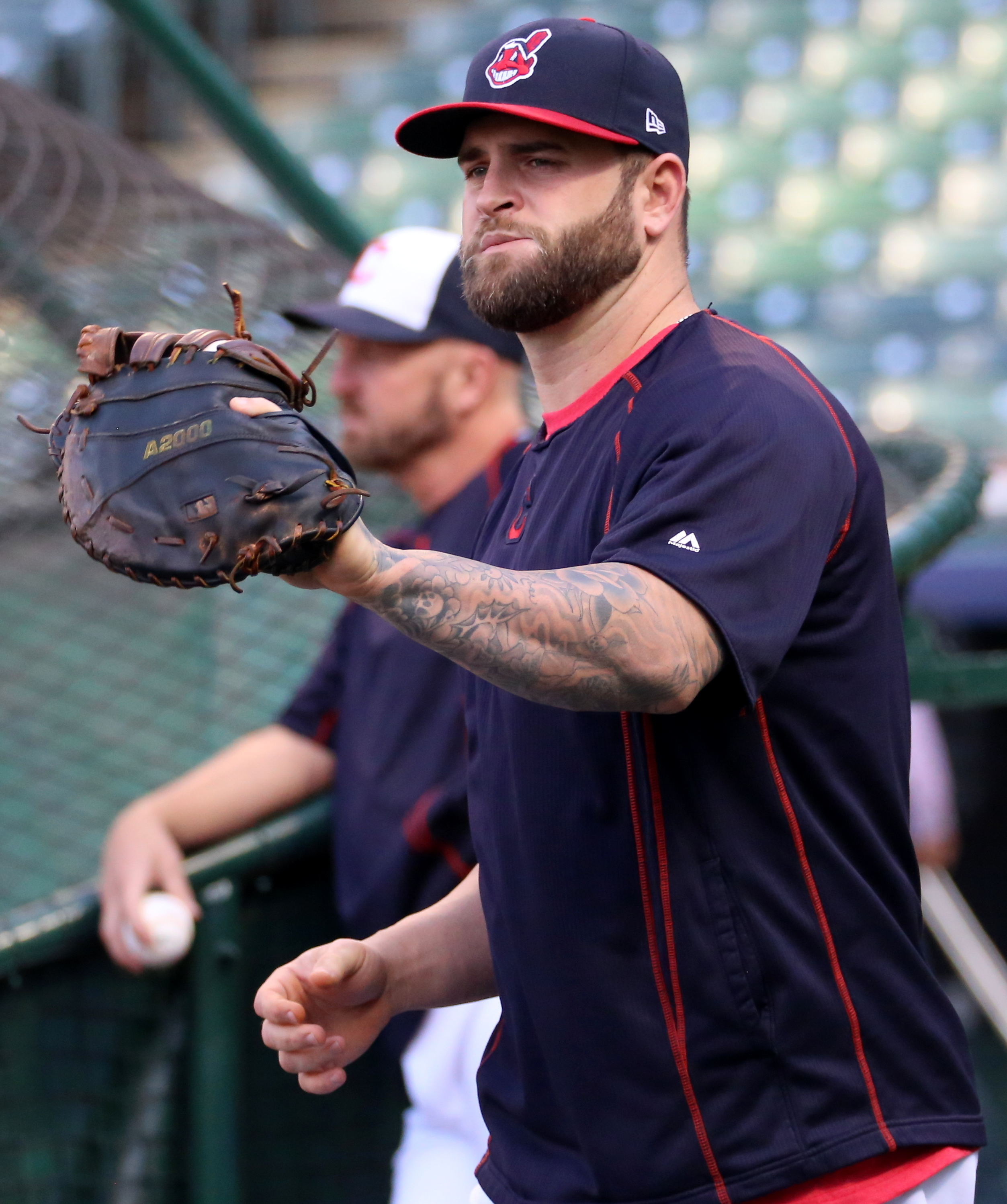
クリーブランド・インディアンス時代
(2016年10月6日)

2016年1月5日にクリーブランド・インディアンスと1年契約を結んだ。インディアンスではファーストのレギュラーで起用され、150試合に出場。打率.239、194三振（自己ワースト且つリーグワースト2位）と打撃面では良くなかったが、5年ぶりの30本超となる34本塁打・自身初の100超となる101打点を記録した。オフにFAとなった。

### 2度目のレンジャーズ復帰
2017年2月16日にレンジャーズと1年600万ドル（2018年は1100万ドルのオプション、250万ドルのバイアウト付き）で契約を結んだ。同年11月6日にFAとなった。

### インディアンス傘下時代
2018年2月28日にインディアンスとマイナー契約を結び、スプリングトレーニングに招待選手として参加することになった。この年は傘下のAAA級コロンバス・クリッパーズで8試合に出場したのみだった。オフの12月9日に現役引退を表明した。

### 引退後
2020年シーズンからはシカゴ・カブスでQA担当コーチを務める。2024年オフにカブスを退団し、シンシナティ・レッズの球団スタッフとして雇用された。

## 詳細情報

### 年度別打撃成績
| 年 度     | 球 団     | 試 合 | 打 席 | 打 数 | 得 点 | 安 打 | 二 塁 打 | 三 塁 打 | 本 塁 打 | 塁 打 | 打 点 | 盗 塁 | 盗 塁 死 | 犠 打 | 犠 飛 | 四 球 | 敬 遠 | 死 球 | 三 振 | 併 殺 打 | 打 率 | 出 塁 率 | 長 打 率 | O P S |
| --------- | --------- | ----- | ----- | ----- | ----- | ----- | -------- | -------- | -------- | ----- | ----- | ----- | -------- | ----- | ----- | ----- | ----- | ----- | ----- | -------- | ----- | -------- | -------- | ----- |
| 2006      | LAA       | 99    | 325   | 268   | 47    | 61    | 13       | 0        | 16       | 122   | 42    | 2     | 3        | 0     | 1     | 51    | 0     | 5     | 90    | 2        | .228  | .360     | .455     | .815  |
| 2007      | LAA       | 75    | 263   | 219   | 40    | 54    | 11       | 1        | 10       | 97    | 34    | 5     | 2        | 1     | 5     | 33    | 2     | 5     | 63    | 5        | .247  | .351     | .443     | .794  |
| 2008      | LAA       | 78    | 274   | 227   | 39    | 62    | 9        | 1        | 20       | 133   | 49    | 7     | 3        | 1     | 6     | 35    | 5     | 5     | 70    | 3        | .273  | .374     | .586     | .960  |
| 2009      | LAA       | 114   | 432   | 382   | 60    | 104   | 22       | 1        | 20       | 188   | 56    | 3     | 3        | 0     | 3     | 40    | 1     | 7     | 103   | 6        | .272  | .350     | .492     | .842  |
| 2010      | LAA       | 140   | 510   | 453   | 60    | 108   | 24       | 1        | 26       | 212   | 68    | 4     | 2        | 0     | 4     | 42    | 2     | 11    | 137   | 15       | .238  | .316     | .468     | .784  |
| 2011      | TEX       | 113   | 432   | 369   | 72    | 118   | 25       | 0        | 30       | 233   | 75    | 4     | 2        | 0     | 2     | 58    | 2     | 3     | 85    | 10       | .320  | .414     | .631     | 1.046 |
| 2012      | TEX       | 108   | 417   | 352   | 53    | 80    | 9        | 2        | 24       | 165   | 56    | 1     | 0        | 0     | 2     | 56    | 5     | 7     | 125   | 9        | .227  | .343     | .469     | .812  |
| 2013      | BOS       | 139   | 578   | 498   | 79    | 129   | 38       | 2        | 23       | 240   | 92    | 1     | 1        | 0     | 1     | 73    | 3     | 6     | 187   | 15       | .259  | .360     | .482     | .842  |
| 2014      | BOS       | 119   | 500   | 415   | 49    | 103   | 20       | 0        | 17       | 174   | 55    | 3     | 2        | 0     | 3     | 78    | 3     | 4     | 133   | 12       | .248  | .370     | .419     | .789  |
| 2015      | BOS       | 98    | 378   | 329   | 37    | 68    | 18       | 1        | 13       | 127   | 40    | 3     | 1        | 0     | 1     | 45    | 2     | 3     | 99    | 10       | .207  | .307     | .386     | .693  |
| 2015      | TEX       | 35    | 91    | 78    | 9     | 23    | 2        | 0        | 5        | 40    | 10    | 0     | 2        | 0     | 0     | 12    | 1     | 1     | 19    | 1        | .295  | .396     | .513     | .908  |
| '15計     | TEX       | 133   | 469   | 407   | 46    | 91    | 20       | 1        | 18       | 167   | 50    | 3     | 3        | 0     | 1     | 57    | 3     | 4     | 118   | 11       | .224  | .324     | .410     | .734  |
| 2016      | CLE       | 150   | 645   | 557   | 92    | 133   | 22       | 1        | 34       | 259   | 101   | 5     | 1        | 0     | 5     | 78    | 2     | 5     | 194   | 15       | .239  | .335     | .465     | .800  |
| 2017      | TEX       | 124   | 485   | 425   | 60    | 82    | 11       | 1        | 29       | 182   | 66    | 1     | 2        | 0     | 3     | 49    | 3     | 7     | 163   | 11       | .193  | .285     | .428     | .713  |
| MLB：12年 | MLB：12年 | 1392  | 5330  | 4572  | 697   | 1125  | 224      | 11       | 267      | 2172  | 744   | 39    | 24       | 2     | 36    | 650   | 31    | 69    | 1468  | 114      | .246  | .346     | .475     | .821  |

### 記録
- MLBオールスターゲーム選出:1回（2012年）

### 背番号
- 44（2006年 - 2010年）
- 25（2011年 - 2012年、2015年途中 - 同年終了）
- 12（2013年 - 2015年途中）
- 26（2016年）
- 5（2017年）
- 55（2020年 - ）